# Tropidosteptes osmanthicola
Tropidosteptes osmanthicola är en insektsart som först beskrevs av Johnston 1935.  Tropidosteptes osmanthicola ingår i släktet Tropidosteptes och familjen ängsskinnbaggar. Inga underarter finns listade i Catalogue of Life.